# رود چاندیر
رود چاندیر رودی است که به رودخانه اترک می‌ریزد. این رود از کشورهای ترکمنستان و ایران می‌گذرد.